# إدغار بير
إدغار بير (بالألمانية: Edgar Behr)‏ هو متسابق يخت ألماني، ولد في 12 سبتمبر 1910 في هامبورغ في ألمانيا، وتوفي في 2 مارس 1985.

## وصلات خارجية
- إدغار بير على موقع الاتحاد الدولي للملاحة الشراعية (موقع جديد) (الإنجليزية)
- إدغار بير على موقع اللجنة الأولمبية الدولية (الإنجليزية)
- إدغار بير على موقع أوليمبيديا (الإنجليزية)